# Com Que Voz (filme)
Com Que Voz (2009) é um documentário, produção de Portugal, realizado por Nicholas Oulman.

## Sinopse
Alain Oulman nasce em Lisboa em 1928 no seio de uma família judaica tradicional de origem francesa. Era um apaixonado por livros, por música e por Amália Rodrigues, com quem colaborou de uma forma duradoura e muito próxima. Perseguido pelo regime de Salazar e mais tarde exilado em França, onde ele dirige a editora Calmann-Lévy. 
Alain Oulman foi um dos grandes responsáveis por trazer para a música de Amália nomes grandes da literatura como Luís de Camões, Alexandre O'Neill, Pedro Homem de Melo ou David Mourão Ferreira. Oulman parece ter vivido várias existências - todas elas brilhantes - que este filme permite conhecer.
Documentário realizado pelo filho de Alain Oulman.

## Ficha técnica
- Realizador: Nicholas Oulman
- Produtor: Paulo de Sousa, Beth Calabro Oulman
- Produção: Glimpse/Dragocom
- Director de fotografia: Miguel Sales Lopes
- Montagem: Patrícia Saramago
- Som: Quintino Bastos

## Prémios
- Prémio para melhor primeira obra no DocLisboa, Portugal (2009)